# Oncideres dorsomaculata
Oncideres dorsomaculata är en skalbaggsart som beskrevs av Noguera 1993. Oncideres dorsomaculata ingår i släktet Oncideres och familjen långhorningar. Inga underarter finns listade i Catalogue of Life.